# Черепаново (Свердловская область)
Черепаново — деревня в Свердловской области, входящая в муниципальное образование Артинский городской округ. Расположена в 21 км на юг от административного центра — посёлка городского типа Арти. Входит в состав Новозлатоустовского сельского совета.

## Население
По данным 2010 года, в деревне проживает 13 человек.